# Re-imaginar la psicología
Re-imaginar la psicología (en inglés, Re-Visioning Psychology) es una obra escrita en 1975 por el psicólogo y analista junguiano estadounidense James Hillman.

## Sinopsis
En Re-imaginar la psicología, James Hillman pone en cuestionamiento la labor terapéutica tradicional, no tanto desde disciplinas que discrepen con la psicología profunda (psiquiatría, filosofía, sociología, etc.), sino desde la propia psique.
Parte para ello de tres intuiciones fundamentales de Jung: la psique crea la realidad cada día, la psique es imagen y la psique es una pluralidad de arquetipos. Estas ideas se desarrollan y amplifican en la obra, tratando en definitiva de devolvernos a los dioses (las imágenes arquetípicas) que nos arrebató la monolatría, la cual, incapaz de convivir con ellos, sigue hoy activa en el imperialismo que ejerce el yo sobre la diversidad de perspectivas de la conciencia.